# Dope Thief
Dope Thief ist eine US-amerikanische Serie aus dem Jahre 2025. Die Handlung basiert auf dem gleichnamigen Roman von Dennis Tafoya aus dem Jahre 2009, das Drehbuch wurde von Peter Craig geschrieben. Die Serie läuft seit dem 14. März 2025 auf Apple TV+.

## Handlung
Philadelphia: Die beiden etwa Anfang 30 Jahre alten Ray und Manny sind Freunde seit Kindheitstagen, die sich als DEA-Agenten verkleiden und kleine Drogendealer hochnehmen. Ray ist ledig und hat seine Adoptivmutter Theresa an seiner Seite, während sein Vater Bart im Gefängnis sitzt – Manny will bald heiraten und versucht sich von seiner kriminellen Vergangenheit zu lösen. Seiner Mutter gegenüber gibt sich Ray als Handwerker aus. Nachdem es bei einem Überfall auf ein Drogenlabor fast zu einem Schusswechsel kam und Ray entdeckt, dass Theresa 10.000 US-Dollar und Manny Geld für die Hochzeit brauchen, suchen sie nach einem größeren „Fisch“, den sie hochnehmen können. Dazu ziehen sie den gerade erst aus dem Gefängnis entlassenen Rick hinzu, der ihnen ein abgelegenes Methlabor außerhalb von Philadelphia vorschlägt. Der Überfall eskaliert: Rick sowie die Leute im Methlabor sterben bei dem Schusswechsel, bis auf die Undercover-DEA-Agentin Mina. Der Schusswechsel in dem Methlabor wurde beobachtet und Ray und Manny werden nun von einer Motorradgang sowie dem echten DEA verfolgt.

## Episodenliste
| Nr. | Deutscher Titel                            | Originaltitel        | Erstausstrahlung | Regie                 | Drehbuch    |
| --- | ------------------------------------------ | -------------------- | ---------------- | --------------------- | ----------- |
| 1   | Wilde Rehe                                 | Jolly Ranchers       | 14. März 2025    | Ridley Scott          | Peter Craig |
| 2   | Bat Out of Hell                            | Bat Out of Hell      | 14. März 2025    | Jonathan van Tulleken | Peter Craig |
| 3   | Auf der Flucht, tot oder wieder rückläufig | Run, Die, or Relapse | 21. März 2025    | Tanya Hamilton        | Peter Craig |
| 4   | Die Rechtsanwältin                         | Philadelphia Lawyer  | 28. Jan. 2020    | Marcela Said          | Peter Craig |
| 5   | Angst vor Gott                             | Fear of God          | 4. Apr. 2025     | Marcela Said          | Peter Craig |
| 6   | Love Songs vom Mars                        | Love Songs from Mars | 11. Apr. 2025    | Jonathan van Tulleken | Peter Craig |
| 7   | Mussolini                                  | Mussolini            | 18. Apr. 2025    | Marcela Said          | Peter Craig |
| 8   | Unschuldige Menschen                       | Innocent People      | 25. Apr. 2025    | Peter Craig           | Peter Craig |

## Besetzung und Synchronisation
Die deutschsprachige Fassung wurde von FFS Film- & Fernseh-Synchron in München, das Dialogbuch von Matthias Lange und die Dialogregie von Christian Weygand erstellt. Es gab 14 Sprechrollen.
| Darsteller         | Deutscher Sprecher | Rolle           |
| ------------------ | ------------------ | --------------- |
| Brian Tyree Henry  | Stefan Günther     | Ray Driscoll    |
| Wagner Moura       | Patrick Schröder   | Manny Carvalho  |
| Marin Ireland      | Elisabeth von Koch | Mina            |
| Amir Arison        | Manou Lubowski     | Mark Nader      |
| Nesta Cooper       |                    | Michelle Taylor |
| Kate Mulgrew       | Angelika Bender    | Theresa Bowers  |
| Ving Rhames        | Tilo Schmitz       | Bart            |
| Will Pullen        |                    | Marchetti       |
| Dustin Nguyen      | Claus-Peter Damitz | Son Pham        |
| Liz Caribel Sierra | Gioia Osthoff      | Sherry          |

## Kritik
„Routiniert inszenierte und griffig erzählte Crime-Serie, die dem Genre wenig Neues hinzufügen kann, aber mit einer gelungenen Mixtur aus Thriller, Komödie und Sozialstudie auftrumpft. Überzeugen können die beiden Hauptdarsteller, die eine wechselhafte Freundschaft inmitten des unbarmherzigen Milieus porträtieren.“